# Tarxien Rainbows Football Club
Maillots
Le Tarxien Rainbows Football Club est un club maltais de football basé à Tarxien, fondé en 1944.
Le club évolue pour la première fois de son histoire en première division lors de la saison 1986-1987.

## Historique
- 1944 : fondation du club

## Palmarès
- Championnat de Malte D2 (1)
  - Champion : 2008
  - Vice-champion : 2025

## Anciens joueurs
- Cristiano dos Santos Rodrigues
- Anderson Ribeiro
- Sergio Pacheco de Oliveira
- Graham Bencini
- Lino Galea
- Denni Rocha dos Santos